# دوشکا
دوشکا (به روسی: Дегтярёва Шпагина Крупнокалиберный (ДШК)، آوایش: دِگتیاریووا اشپاگینا کروپنوکالیبِرنیی، به‌معنی «کالیبر-بزرگ دگتیارف-اشپاگین»)، گونه‌ای مسلسل سنگین ساخت شوروی با کالیبر ۱۲٫۷x۱۰۸ میلی‌متری است که تولید آن در سال ۱۹۳۸ آغاز شد.
در سال ۱۹۳۸ قبل از جنگ جهانی دوم جهت رفع نیاز ارتش روسیه یک تیربار سنگین ضدهوایی بنام تیربار دوشکا 38 (DShK38) طراحی و ساخته شد که با فشنگهای ۱۰۸×۱۲/۷ میلیمتری به‌صورت نواری تغذیه می‌شد و قسمت خوراک دهنده آن شکل توپی رولور عمل کرده و لوله آن قابل تعویض نبود. دارای یک سه‌پایه با چرخ حمل و قابل تغییر جهت تیراندازی علیه هدفهای زمینی بود.
در سال ۱۹۴۶ جنگ‌افزار تیربار دوشکا مدل ۱۹۳۸ بازسازی شد و تغییراتی در قسمت خوراک دهنده آن انجام گرفت (از حالت توپی شکل خارج شد) که در نتیجه تیربار سنگین ضدهوایی دوشکا مدل ۱۹۴۶ طراحی و ساخته شد و برای هدف‌گیری هوایی به یک دستگاه نشانه روی هوایی بنام غربالک مجهز گردید و سه‌پایه تغییر یافته و لوله آن قابل تعویض می‌باشد، با تغییراتی بر روی دستگاه خوراک دهنده این جنگ‌افزار از دو طرف تغذیه می‌شود (نوارگذاری می‌شود) و در حال حاضر در کشور روسیه از رده خارج شده و جای خود را به تیربار سنگین ضدهوایی KPV 14/5 داده‌است و هم‌اکنون در اکثر کشورهای بلوک شرق مورد استفاده قرار می‌گیرد.
دوشکا سلاحی است که آتش دهانه بالایی دارد و شلیک کننده آن به سرعت کشف می‌شود (علی‌الخصوص در شب). این مسئله از بزرگ‌ترین عیوب سلاح است.
واسیلی دگتیارف طراح اصلی این سلاح بود و گئورگی اشپاگین سازوکار خشاب آن را بهبود بخشید. دوشکا واژه‌ای روسی به معنی «عزیزم» است که با توجه به شباهت آن به نام اختصاری این سلاح DShK برای آن انتخاب شده‌است.
دوشکا هم مثل همتای آمریکاییش ام۲ براونینگ که آن هم مانند دوشکا هنوز در حال خدمت نظامی است، در نقش‌های مختلفی قابل استفاده است. از دوشکا می‌توان به عنوان مسلسل ضدهوایی، مسلسل تانک و خودروهای زره‌پوش جنگی، و سلاح حمایتی پیاده‌نظام استفاده کرد.

## مشخصات
دوشکا جنگ‌افزاری است اجتماعی ساخت روسیه (شوروی) و کشورهای بلوک شرق سابق که با فشار غیر مستقیم گاز باروت مسلح و با هوا و در صورت لزوم با آب خنک می‌شود و لوله این سلاح قابل تعویض است. وزن کامل سلاح ۳۴ کیلوگرم است ولی با مهمات و سه‌پایه به ۱۵۷ کیلوگرم نیز می‌رسد. دوشکا با جعبه نوارهای استاندارد ۷۰ فشنگی از سمت چپ و با تغییراتی بر روی در جعبه و صفحه خوراک دهنده از سمت راست سلاح تغذیه می‌شود. دستگاه چکاننده در این سلاح از نوع پایه آتشی یا انعکاسی است. دارای برگه ناظم آتش دو وضعیتی (S) ضامن، (F) آتش است که اگر سلاح در حالت ضامن باشد مسلح نمی‌شود دستگاه نشانه روی این سلاح دو نوع دارد:
۱ – دستگاه نشانه روی زمینی که از دو قسمت تشکیل شده‌است:
الف) ستون درجه که از اعداد ۰ الی ۳۳ مدرج شده‌است و هر عدد ضریب ۱۰۰ متر می‌باشد.
ب) مگسک که در سمت ۵ میلیم به چپ و ۵ میلیم به راست قابل تنظیم است.
۲ – دستگاه نشانه روی هوایی (غربالک): که در حال حاضر بخاطر سرعت زیاد هواپیماها این دستگاه نشانه روی دیگر، مورد استفاده ندارد و از رده خارج شده‌است.
این سلاح شیر گازی (رگلاتور) دارد که می‌توان به‌وسیلهٔ آن نواخت تیر را با توجه به وضعیت سلاح و منطقه تنظیم کرد.
قبضه دوشکا که برای حمل آن چرخ حمل ساخته شده‌است.

## متعلقات
۱ - دستگاه نشانه روی هوایی (غربالک)
۲ – دوشی
۳ – جعبه نوار ۷۰ فشنگی
۴ – لوله یدک
۵ – کیسه برزنتی محتوی ابزار و وسایل تنظیف (چکش، انواع آچارها، پوکه کش، روغندان، سنبه)
۶ – نوار پر کن

## مأموریت
این جنگ‌افزار دارای دو مأموریت می‌باشد:
الف) مأموریت اصلی: تیراندازی علیه هدفهای هوایی با سقف پرواز کم
ب) مأموریت فرعی: تیراندازی علیه سنگرهای فعال دشمن و تجمع نفرات دشمن
سازمان
این تیربار به‌صورت متمرکز در یگانهای ادوات مورد استفاده قرار می‌گیرد
قبضه دوشکا که پایه خودرویی برای آن ساخنه شده‌است.

## کاربران

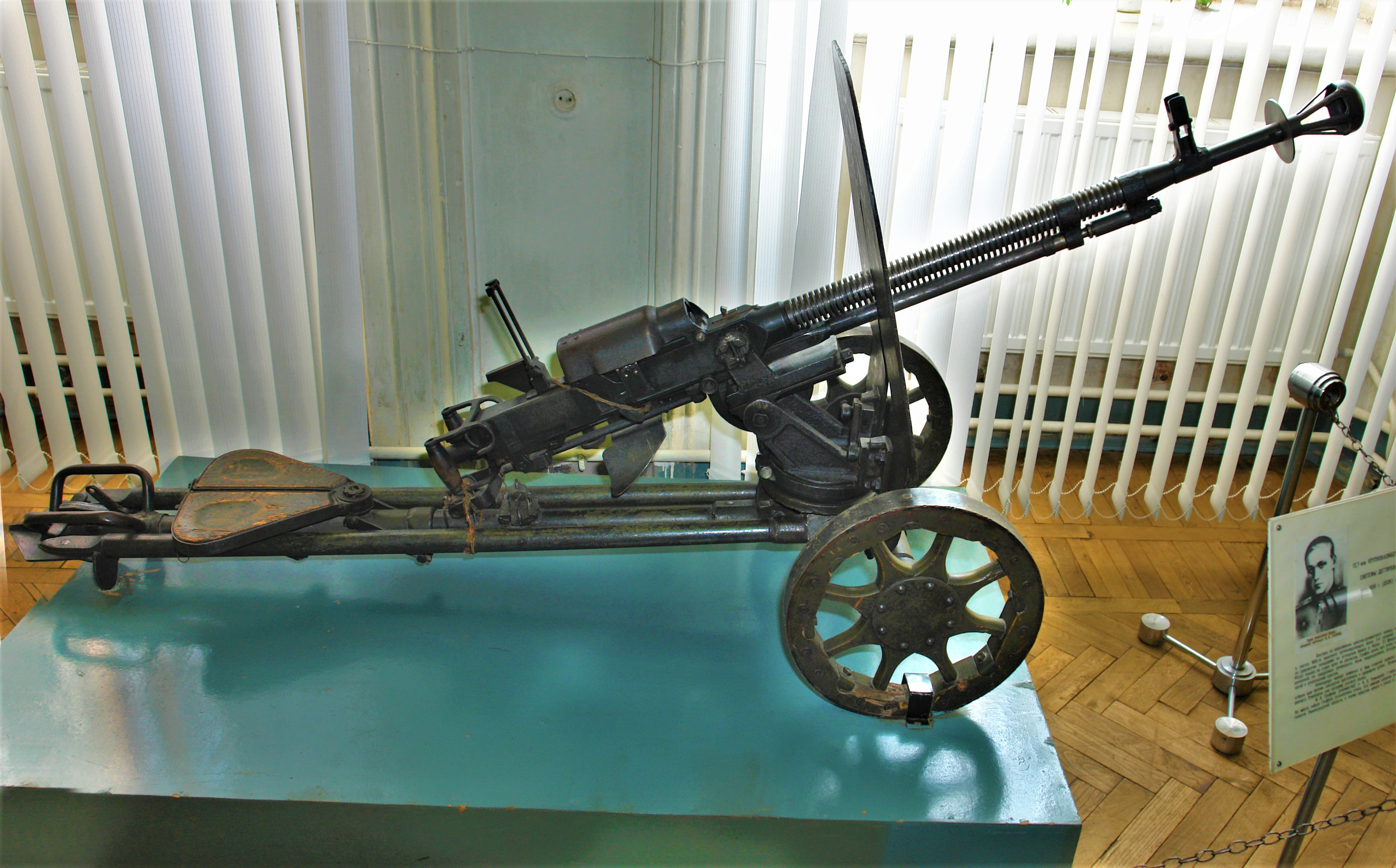
دوشکا بر روی یک چرخ

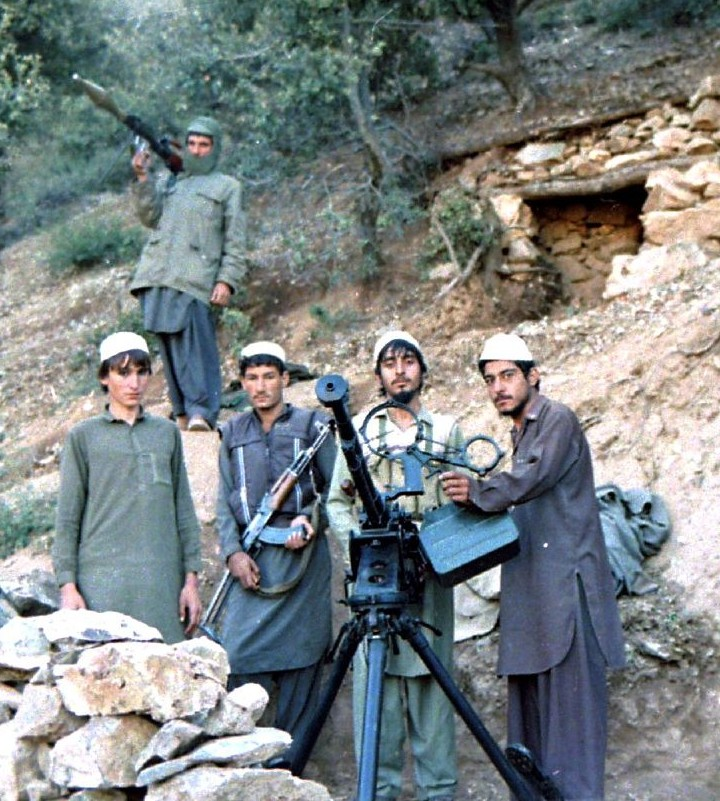
دوشکای مجاهدین افغانی عضو جمعیت اسلامی، ۱۹۸۷

| - افغانستان - آلبانی - الجزایر - آنگولا - ارمنستان - جمهوری آذربایجان - بنگلادش - بلاروس - بلغارستان - کامبوج - کیپ ورد - جمهوری آفریقای مرکزی - چاد - شیلی - جمهوری کنگو - کوبا - قبرس - چکسلواکی: تولید داخلی. - جمهوری چک - جمهوری دموکراتیک کنگو - مصر - گینه استوایی - اریتره - اتیوپی - فنلاند - گرجستان - غنا - گینه - گینه بیسائو - مجارستان - اندونزی - ایران: تولید داخلی. - عراق - اسرائیل - قزاقستان | - قرقیزستان - لائوس - لیبی - لیتوانی - مقدونیه شمالی - ماداگاسکار - مالی - مالت - موزامبیک - نیکاراگوئه - نیجریه - کره شمالی - ویتنام شمالی - پاکستان: تولید داخلی. - چین: تولید داخلی. - پرو - روسیه - صربستان - سیشل - سیرالئون - اسلواکی - سومالی - اتحاد جماهیر شوروی - سوریه - تانزانیا - توگو - ترکمنستان - اوگاندا - اوکراین - ویتنام - یمن - جمهوری فدرال سوسیالیستی یوگسلاوی: تولید داخلی. - زامبیا - زیمبابوه |

## نگارخانه

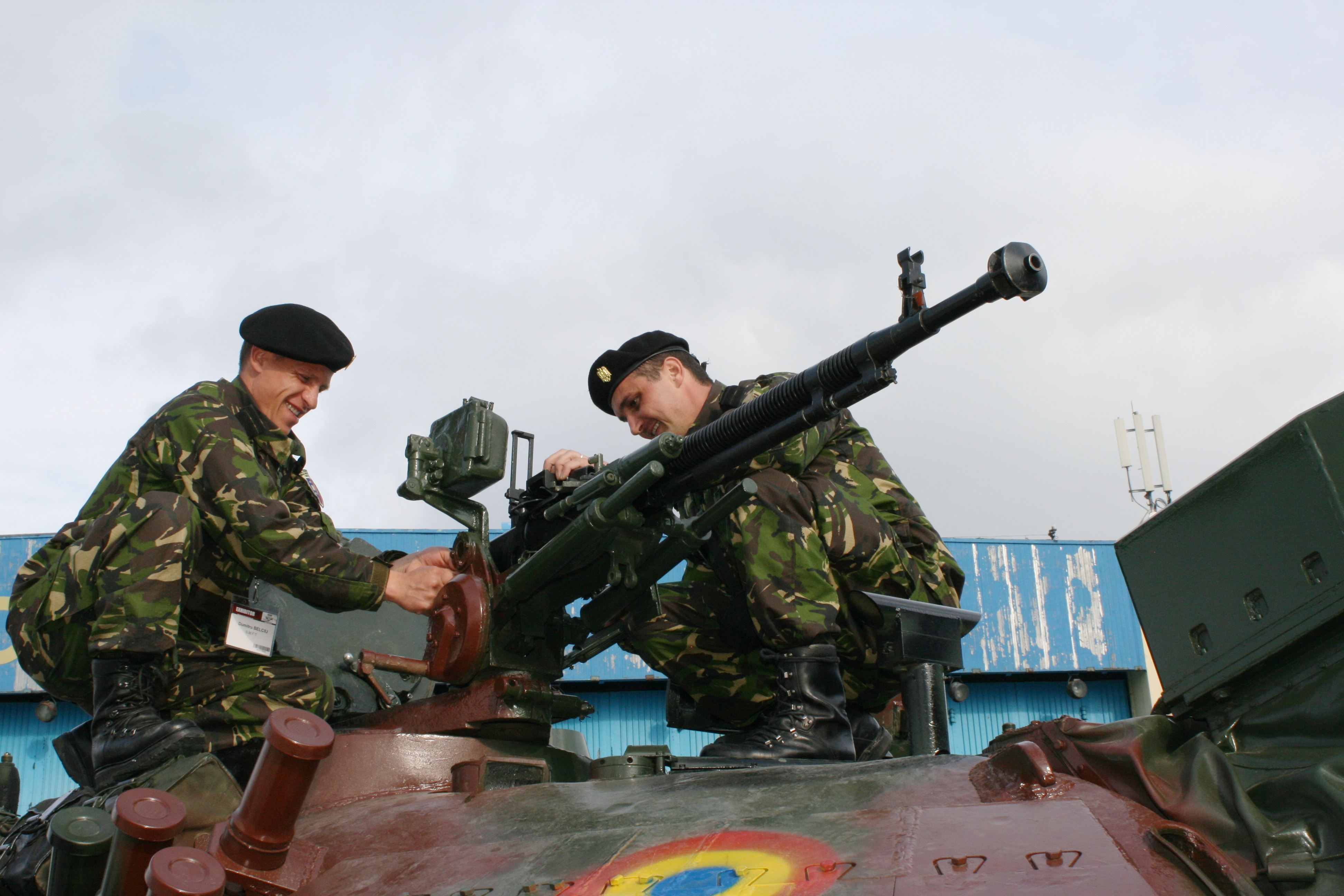
DShKM TR-85M1
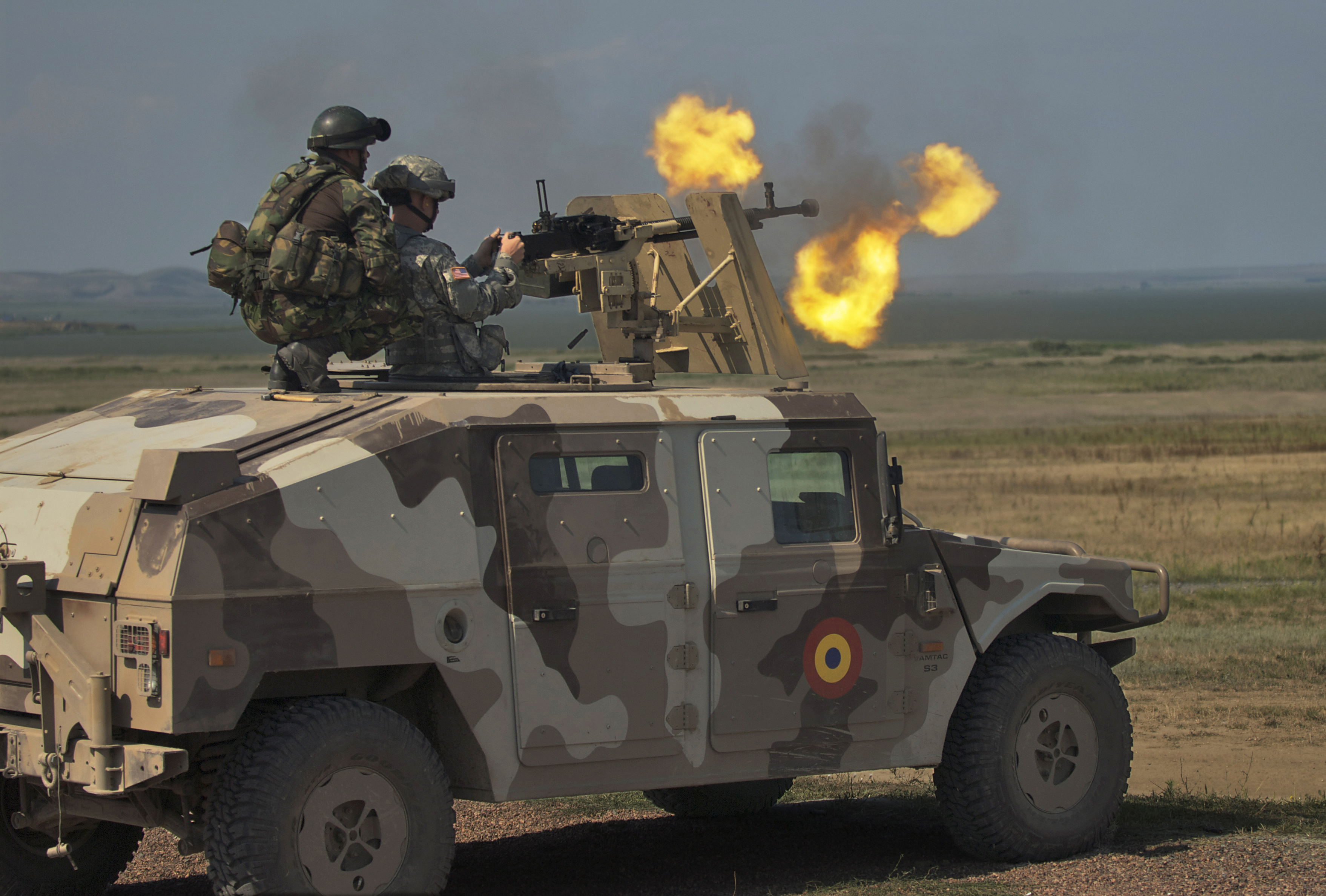
DShKM URO VAMTAC
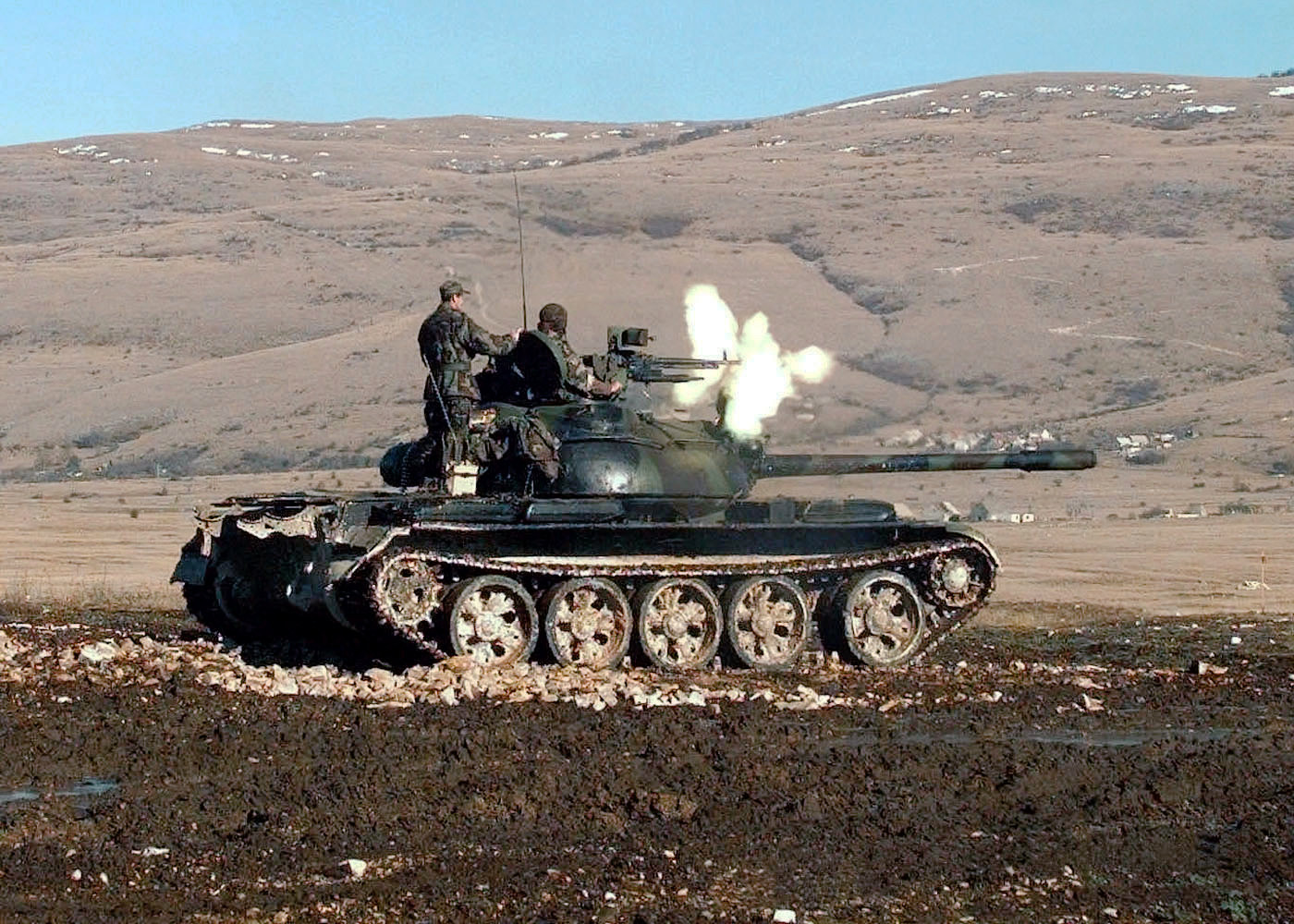
DShKM تی-۵۴/۵۵
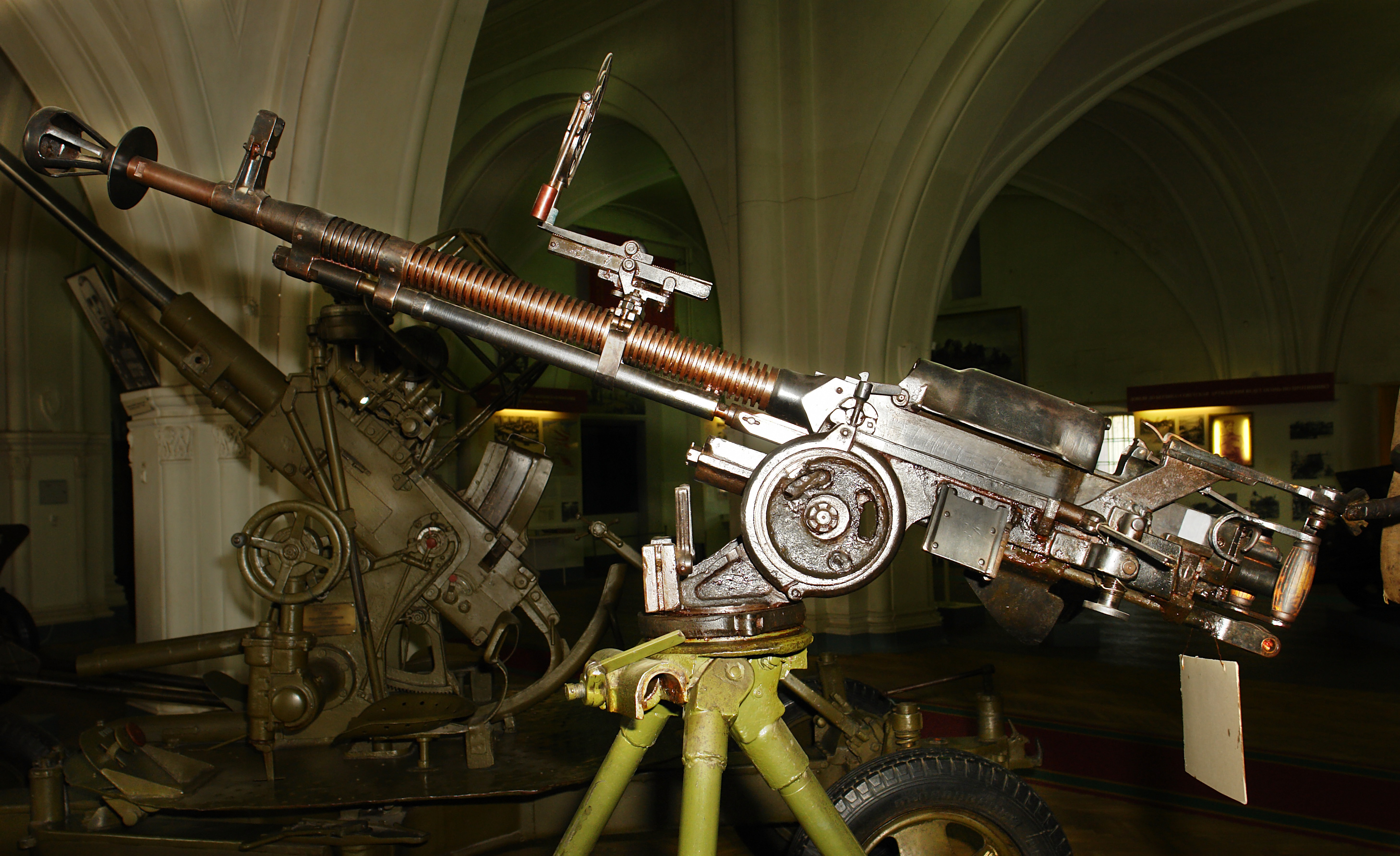
DShK M1938
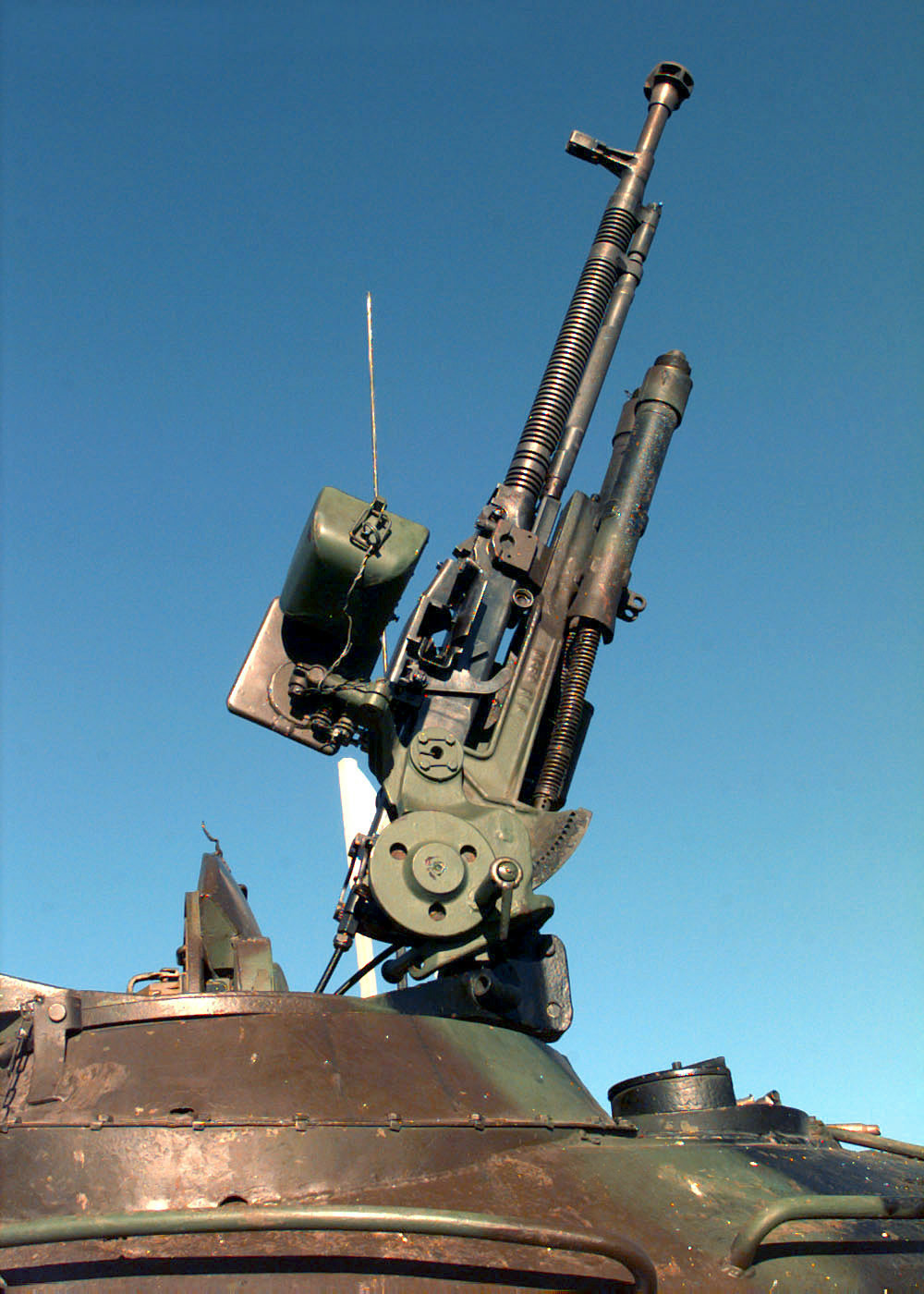
DShKM anti-aircraft machine gun on a تی-۵۴/۵۵ tank loader's roof hatch.